# Rozendal
Rozendal è un sobborgo residenziale della città di Stellenbosch in Sudafrica.

## Geografia fisica
Rozendal costituisce insieme a Karindal la fascia suburbana orientale della città di Stellenbosch, la seconda città più antica del Sudafrica dopo Città del Capo.